# Heliozona
Heliozona é um género de traça pertencente à família Arctiidae.